# والتر فون رایشناو
والتر فون رایشناو (به آلمانی: Walther von Reichenau) (۸ اکتبر ۱۸۸۴–۱۷ ژانویه۱۹۴۲) نظامی بلندپایه و فیلد مارشال آلمانی در دوره رایش سوم بود که فرماندهی یگان‌های مختلفی را در طول جنگ جهانی دوم بر عهده داشت.

## سال‌های اولیه
والتر فون رایشناو سال ۱۸۸۴ در کارلسروهه زاده شد. سال ۱۹۰۳ به عنوان افسر دانشجو وارد نیروی زمینی امپراتوری آلمان شد و به هنگ ۱ توپخانه صحرایی محافظ پروس پیوست.
اوایل سال ۱۹۳۱، در رقابت حرفه‌ای با کورت فون شلایشر، رئیس دفتر امور وزارتی وزارت دفاع، به عنوان رئیس منطقه نظامی شماره ۱ به پروس شرقی در موقعیتی نسبتاً دور افتاده فرستاده شد. به هر صورت پس از آن که فون شلایشر سال ۱۹۳۲ به مقام صدراعظمی رسید، فون رایشناو به تصمیم ارتشبد ورنر فون بلومبرگ، وزیر دفاع، جای او را در ریاست امور وزارتی وزارت دفاع گرفت و به درجه سرتیپی ترفیع یافت. این جایگاه مدتی بعد به دفتر نیروهای مسلح تغییر عنوان داد. فون رایشناو در این مقام عملاً معاون وزیر و مسئول امور سیاسی و عمومی نیروهای مسلح بود.
فون رایشناو حزب ناسیونال سوسیالیست به رهبری آدولف هیتلر را یک جنبش انقلابی بسیار قدرتمند می‌دید و یکی از حامیان سرسخت آن بود. پیش از رسیدن هیتلر به قدرت، فون رایشناو با ایجاد هماهنگی‌هایی دوره‌های آموزشی کوتاه برای اعضای اس‌آ، نیروی شبهه نظامی حزب، توسط نیروی زمینی برقرار کرد. یکی از اهداف این اقدام نشر ایدئولوژی ناسیونال سوسیالیسم در بین نظامیان پایین‌رده آلمانی بود. فون رایشناو را نخستین نظامی با اهمیت که با حاکمیت جدید رایش سوم همکاری تام کرده‌است دانسته‌اند. تلاش کرد بین اس‌آ و نیروی زمینی تعامل ایجاد کند و حتی اواخر سال ۱۹۳۳ پیشنهاد نمود اس‌آ زیر مجموعه نیروی زمینی شود. به هر حال این پیشنهاد توسط ارنست روم، رهبر بلند پرواز اس‌آ که هدف سلطه خود بر کل نیروی زمینی را در سر می‌پروراند، رد شد.

## ورماخت
ترفیع درجات:
- ۱۸ اوت ۱۹۰۴: ستوان دوم
- ۱۸ اوت ۱۹۱۲: ستوان یکم
- ۲۸ نوامبر ۱۹۱۴: سروان
- ۱ ژوئن ۱۹۲۴: سرگرد
- ۱ آوریل ۱۹۲۹: سرهنگ دوم
- ۱ فوریه ۱۹۳۲: سرهنگ
- ۱۸ ژانویه ۱۹۳۴: سرتیپ
- ۱ اکتبر ۱۹۳۵: سرلشکر
- ۱ اکتبر ۱۹۳۶: سپهبد (ژنرال توپخانه)
- ۱ اکتبر ۱۹۳۹: ارتشبد
- ۱۹ ژوئیه ۱۹۴۰: فیلدمارشال

### جنگ جهانی دوم

#### شوروی
فن رایشناو هنگام آغاز عملیات بارباروسا، تهاجم آلمان به شوروی در ۲۲ ژوئن سال ۱۹۴۱، فرماندهی ارتش ششم از گروه ارتش جنوب را بر عهده داشت.

## زندگی شخصی
فون رایشناو با یک اشراف‌زاده اهل سیلزی ازدواج کرد. به ورزش‌هایی چون مسابقه اتومبیل‌رانی، شنا، تنیس و بوکس علاقه‌مند و عضو کمیته ملی المپیک آلمان بود.